# Легат (право)
Легат у праву је располагање за случај смрти којим завешталац одређеном лицу (легатару) оставља неку имовинскоправну корист из заоставштине, не именујући га за наследника. Легатар не стиче целу заоставштину, нити њен аликвотни део, већ добија тачно одређено право из заоставштине. Може бити предвиђен у тестаменту уз одредбу о именовању наследника, а може представљати и једину садржину тестамента.
Легатар је сингуларни, а не универзални сукцесор. У тренутку оставиочеве смрти, легатар стиче облигациони захтев да му пренесе остављено право из заоставштине. Остављено право, стога, не прелази у имовину легатара у тренутку оставиочеве смрти већ му оно мора бити пренето - дамнациони легат, што представља суштинску разлику између правног дејства тестамента и легата.

## Легат у Римском праву
У овом раздобљу задржала се ралика у формалностима и учинцима појединих легата која је нестала након што је класична јуриспруденција на основи Senatusconsultum Neronianum заузела стајалиште да сваки легат који по свом облику не може остати на снази вреди као Lеgatium per damnationem.
Услед опасности да наследник одбије легатима преоптерећено наследство, Lex Falcidia одређује да наследнику мора остати најмање ¼ оставине, тзв. Quarta Falcidia, па су се легати сразмерно смањивали ако би прешли ¾ оставине.

## Субјекти легата
Код легата постоје два субјекта: легатар и онерат. Корисник легата или легатар је лице коме је декујус оставио одређену вредност из заоставштине не постављајући га за наследника. Дужник испоруке или онерат је лице коме је завешталац наметнуо дужност да легат изврши. У моменту декујусове смрти, онерат постаје легатаров дужник.
Легатар може бити одређен под условом или роком, а може бити оптерећен налогом. Ако завешталац остави легат неколицини лица, такав се легат назива заједничким легатом (нем. gemeinschaftlichen Vermächtnis). Сматра се да су удели једнаки ако завешталац пропусти да одреди уделе легатара на предмету легата. Ако неки припадник легатске заједнице неће или не може да се прихвати легата, преостали припадници легатске заједнице деле легирани предмет сразмерно величини својих удела на легираном предмету.
Дужника испоруке или онерата одређује завешталац. Тестаментарни и законски наследник или неки други легатар могу стећи својство онерата. Легат наложен другом легатару назива се сублегат. Када завешталац одреди легат, а не одреди онерата, такво својство имају сви законски и тестаментарни наследници сразмерно својим наследним деловима. Ако је неколицина онерата одређена за исплату легата, одговарају за легат сразмерно делу заоставштине који су наследили. Њихова одговорност је солидарна.
Ако онерат умре пре оставиоца или из неког другог разлога не постане наследник, легат се неће угасити. Легатар тада има право да тражи извршење легата од лица које се позива на наследство уместо онерата.
Прелегат (лат. praelegatum; нем. Vorausvermächtnis) је легат остављен законском или тестаментарном наследнику. Тада прелегатар има двоструку правну позицију - он је истовремено и легатар али и универзални сукцесор. У принципу, те две позиције су независне јер прелегатар може да се одрекне прелегата, а задржи наследство и обрнуто. Прелегат остављен законском наследнику се урачунава у његов законски наследни део, сем ако завешталац у тестаменту не одреди другачије. Код тестаментарног наследника се прелегат не урачунава у наследни део већ легат тестаментарни наследник добија поврх свог наследног дела. 

### Легатар
Испорукопримац или легатар може бити сваки субјект грађанског права - било које физичко и правно лице. Легатар мора доживети тренутак оставиочеве смрти, мора бити способан и достојан за наслеђивање и не сме се одрећи легата. Легат остаје без правног дејства ако не легатар не испуњава неке од тих услов сем уколико завешталац одреди легатску супституцију када својство легатара стиче легатски супститут. Ако то није случај, предмет легата остаје онерату.
Треба разликовати стицање права на легат и стицање права на легираном предмету. Право на легат се састоји у овлашћењу легатара да од онерата тражи пренос легираног предмета. Легатар то право стиче када му онерат пренесе тај предмет. Природа права на легираном предмету може бити стварна, облигациона, интелектуална итд. До завештаочеве смрти, легатар нема никакво субјективно право поводом остављеног легата. Постоји само легатска нада, којом потенцијални легатар не може располагати.
Право на легат легатар стиче у тренутку завештаочеве смрти. Остављени предмет легатар стиче када онерат изврши своју обавезу. Пренос је условљен природом легираног предмета. Обавезу онерата прати одређена санкција која се огледа у судској заштити потраживања легатара. Право легатара да захтева извршење легата застарева истеком рока од годину дана од дана када је легатар сазнао за своје право. 
Завештаочеви повериоци имају право да се наплате пре легатара. Када чиста вредност заоставштине која је остала по намирењу дугова није довољна за намирење легата, он се смањује. Легатар не одговара за оставиочеве дугове, сем ако завешталац у тестаменту предвиди да ће легатар одговарати за поједине завештаочеве дугове. Тада је легатар обавезан да плати дугове, али само у границама вредности легата. 
Првенство у односу на легатара такође имају и нужни наследници. Завешталац не може остављањем легата да умањи нужни део својих нужних наследника. Нужни наследник је дужан да испуни легат у оној мери у којој ће његов нужни део остати неокрњен.

## Предмет легата
Предмет легата може бити свака имовинско-правна корист. Тако предмети могу бити једна или више ствари из заоставштине, одређена сума новца, потраживање, право интелектуалне својине, опроштај дуга итд. Завешталац такође може на легатара пренети сва права и обавезе које има у неком двострано обавезном уговору. У зависности од тога шта фигурира као његов предмет разликују се: 
- Индивидуално одређен легат постоји када завешталац предмет легата одреди по неком конкретном својству које га разликује од осталих предмета. Правна дејства су условљена тиме да се предмет легата налази у оставиочевој имовини у моменту његове смрти. Сматра се опозваним ако је завешталац отуђио или потрошио предмет легата, али не производи дејство ни ако је предмет легата случајно пропао за живота оставиоца или након његове смрти.
- Генерично одређен легат постоји када завешталац остави легатару предмет који је одређен по неком општем својству. За пуноважност оваквог легата ирелевантно је да ли ти предмети постоје у заоставштини (принцип genera non pereunt - ствари одређене по роду не пропадају). Ако овакве ствари не егзистирају у имовини завештаоца, онерат ће такве ствари набавити у предвиђеној количини и предати легатару. У случају ограниченог генеричног легата завешталац одређује да се легатару преда одређена количина истоврсних предмета који се налазе у заоставштини или у оквиру неког другог индивидуализованог скупа, па када је тај одређени индивидуализовани скуп отуђен, потрошен или пропао, генерично ограничени легат не производи правна дејства. С друге стране, ако количина генеричног предмета није одређена, легатару припадају сви такви предмети пронађени у заоставштини у тренутку оставиочеве смрти.
- Легат потраживања за предмет има потраживање које завешталац има према трећем лицу.
- Алтернативно одређен легат постоји ако легатару припада један од више одређених предмета.
- Легат циља постоји када завешталац предвиди да ће онерат бити у обавези да изврши неку чинидбу одређеном легатару, ради остварења одређеног циља, при чему се конкретизација те чинидбе препушта правичној оцени трећег лица.
- Легат набавке постоји када завешталац остави легатару индивидуално одређену ствар која се не налази у његовој имовини.

## Значај легата
Значај легата састоји се у томе што омогућује завештаоцу да одређеном лицу остави неку корист из заоставштине, а да то лице након отварања наследства не постаје члан наследничке заједнице. На тај начин се путем легата остварују два противречна циља: хонорише се неко лице, а у исто време избегавају конфликти у оквиру наследничке заједнице, до којих често долази, нарочито у случајевима када у њен састав, поред законских наследника, улази и лице које није члан завештаочеве породице.